# Новаки-Нартські
Новаки-Нартські (хорв. Novaki Nartski) — населений пункт у Хорватії, у Загребській жупанії у складі громади Ругвиця.

## Населення
Населення за даними перепису 2011 року становило 68 осіб.
Динаміка чисельності населення поселення:

## Клімат
Середня річна температура становить 10,83 °C, середня максимальна – 25,12 °C, а середня мінімальна – -6,06 °C. Середня річна кількість опадів – 824 мм.
| Клімат поселення                              | Клімат поселення | Клімат поселення | Клімат поселення | Клімат поселення | Клімат поселення | Клімат поселення | Клімат поселення | Клімат поселення | Клімат поселення | Клімат поселення | Клімат поселення | Клімат поселення | Клімат поселення |
| Показник                                      | Січ.             | Лют.             | Бер.             | Квіт.            | Трав.            | Черв.            | Лип.             | Серп.            | Вер.             | Жовт.            | Лист.            | Груд.            |                  |
| Середній максимум, °C                         | 6,14             | 8,34             | 12,92            | 17,22            | 22,05            | 25,12            | 24,45            | 23,83            | 19,95            | 15,00            | 9,49             | 5,20             |                  |
| Середня температура, °C                       | 0,04             | 2,23             | 6,82             | 11,12            | 15,94            | 19,01            | 20,60            | 19,98            | 16,10            | 11,12            | 5,62             | 1,36             |                  |
| Середній мінімум, °C                          | −6,06            | −3,89            | 0,70             | 5,02             | 9,86             | 12,90            | 16,73            | 16,10            | 12,23            | 7,27             | 1,76             | −2,52            |                  |
| Норма опадів, мм                              | 47               | 46               | 54               | 63               | 75               | 89               | 76               | 78               | 75               | 76               | 82               | 63               |                  |
| Середньомісячна швидкість вітру, м/с          | 2.00             | 2.20             | 2.60             | 2.50             | 2.30             | 2.10             | 2.00             | 1.84             | 1.90             | 1.91             | 2.00             | 2.00             |                  |
| Середньомісячна сонячна радіація, кДж/м²·день | 4134             | 6909             | 10633            | 15170            | 19347            | 21411            | 22283            | 19490            | 14340            | 8839             | 4623             | 3356             |                  |
| --------------------------------------------- | ---------------- | ---------------- | ---------------- | ---------------- | ---------------- | ---------------- | ---------------- | ---------------- | ---------------- | ---------------- | ---------------- | ---------------- | ---------------- |
| Джерело:                                      |                  |                  |                  |                  |                  |                  |                  |                  |                  |                  |                  |                  |                  |